# ساختار شیشه‌ای

ساختار شیشه‌ای سیلیکا. با اینکه تعداد پیوندهای هر گونه اتمی ثابت است (نظم کوتاه‌برد) ولی ساختار دارای نظم بلند دامنه نیست

ساختار بلوری سیلیکا (نظم بلند دامنه)

شیشه‌ها دسته‌ای از جامدات آمورف هستند که ساختار اتمی غیرتعادلی با نظم کوتاه برد دارند. در اغلب موارد وجود پیوند شیمیایی کوالانت دلیل ایجاد نظم کوتاه‌برد است.

## تئوری‌های شیشه‌سازی
تئوری‌های مختلفی برای پیش‌بینی امکان ایجاد شیشه در مواد مختلف پیشنهاد شده‌است که برخی از آنها قابلیت شیشه‌سازی را از دیدگاه امکان ایجاد ساختار شیشه‌ای بررسی می‌کند. در این میان، تئوری شبکه نامنظم بر عدم وجود نظم بلند دامنه و تئوری بلورک بر وجود نظم کوتاه‌برد مبتنی است.